# Distrofia muscular
Las  distrofias musculares son un grupo de enfermedades hereditarias y progresivas que causan debilitación de los músculos estriados, que son los que producen los movimientos voluntarios del cuerpo humano. Se caracterizan por alteraciones en las proteínas musculares que ocasionan la muerte de las células que componen este tejido, puede afectarse también el músculo cardiaco y producir síntomas de insuficiencia cardiaca.

Son trastornos poco frecuentes cuyos primeros síntomas suelen aparecer en la infancia. Existen diferentes variedades de distrofia muscular, cada una de ellas presenta unas características específicas. La forma más usual es la distrofia muscular de Duchenne que afecta a varones y es transmitida genéticamente por las mujeres, se presenta un caso por cada 3500 nacimientos de sexo masculino

## Características
La distrofia muscular se distingue de otras enfermedades neuromusculares por cuatro criterios:
1. Es una miopatía, es decir se afectan los músculos de forma primaria.
2. Tiene un origen genético.
3. El curso es progresivo.
4. En algún momento de la enfermedad las fibras musculares degeneran y mueren, provocando dificultad para los movimientos voluntarios.

## Clasificación
Se pueden clasificar con arreglo a su tipo de herencia en los siguientes grupos:
- Herencia ligada al cromosoma X
  - Distrofia muscular de Duchenne.
  - Distrofia muscular de Becker
  - Distrofia muscular de Emery-Dreifuss
- Autosómicas recesivas.
  - Distrofia muscular congénita. Incluye varios tipos de distrofia que se caracterizan por ser de inicio precoz, entre ellas el Síndrome de Walker-Warburg y la distrofia muscular congénita con déficit de merosina.
  - Distrofia muscular de cinturas: Incluye varios trastornos heterogéneos genéticamente y en cuanto a la sintomatología. Se caracterizan por debilidad progresiva de los músculos perteneciente a la cintura escapular y pelviana. Pueden existir trastornos del músculo cardiaco.

- Autosómicas dominantes.
  - Distrofia muscular facioescapulohumeral: También llamada distrofia muscular de Landouzy-Dejerine. Los síntomas se inician en la adolescencia o juventud y se caracteriza por afectación de los músculos de la cara y hombro. Más adelante puede producir debilidad en las extremidades inferiores y en el músculo cardiaco.[2] La variabilidad en la sintomatología es muy alta. Existen formas leves que causan escasa incapacidad y presentaciones atípicas de inicio precoz que suponen el 4 % de los afectados, en las que existe deterioro de las capacidades mentales, afectación visual (retinopatía) y déficit de audición.[3][4][5][6]
  - Distrofia muscular distal. Incluye diferentes variedades, como la miopatía de Miyoshi (Japón) y la miopatía distal de Welander.
  - Distrofia muscular oculofaríngea: Los primeros síntomas no aparecen en la infancia sino en el adulto. Produce caída del párpado (ptosis palpebral), dificultad para comer (disfagia) y para hablar (disartria).[2]
  - Distrofia miotónica de Steinert.

## Tratamiento
No se ha logrado un tratamiento específico que permita curar la distrofia muscular. Los diferentes tratamientos existentes intentan retrasar la evolución del mal y mantener al paciente independiente de ayudas externas el mayor tiempo posible. También se pretende evitar las complicaciones, como la insuficiencia cardiaca e insuficiencia respiratoria. Generalmente es preciso que intervengan varias especialidades para realizar un tratamiento completo, incluyendo fisioterapia, pediatría, neurología y cirugía.